# Psihologie juridică
Psihologia juridică implică cercetarea empirică si psihologică a dreptului, a instituțiilor juridice, precum și a persoanelor care intră în contact cu dreptul. Caracteristica principală a psihologilor judiciari este faptul ca operează cu principii pe care le aplică ulterior în problemele din sistemul juridic, ca de exemplu amintirile martorilor oculari, deciziile luate de către juriu, investigațiile și interogatoriile. Termenul de „psihologie juridică" a intrat recent în uz. Acesta este folosit, în primul rând, ca o modalitate de a diferenția accentul pus pe latura experimentală a psihologiei juridice de psihologia medico-legală cu orientare clinică.
Psihologia juridică împreună cu psihologia judiciară formează domeniul cunoscut mai general sub numele de „Psihologie și Drept". În urma eforturilor depuse anterior de către psihologi pentru a aborda problemele juridice, în anii 1960, psihologia și dreptul s-au reunit într-un singur domeniu de studiu, cu scopul de a consolida justiția. Această preocupare originară s-a diminuat însă în timp. Divizia multidisciplinară 41 a Asociației Americane de Psihologie (American Psychological Association), denumită și Societatea Americană de Psihologie-Drept, activează cu scopul de a promova contribuțiile psihologiei la înțelegerea legii și a sistemelor juridice prin cercetare, precum și pentru a-i pregăti pe psihologi în probleme juridice și pentru a oferi educație personalului juridic pe probleme psihologice.
Obiectivul acestei ramuri a psihologiei este de a informa atât comunitățile psihologice și juridice, cât și publicul în general privind cercetarea, educația și serviciile actuale în domeniul psihologiei și dreptului. Astfel de societăți există și în Marea Britanie și Europa. 

## Domenii de cercetare
În general, orice cercetare care combină principiile psihologice cu cererile sau contextele juridice poate fi considerată psihologie juridică (deși cercetarea care implică psihologia clinică- de exemplu, boala mintală, facultatea mintală, apărarea pe baza lipsei de discernământ, stabilirea profilului infractorului etc.- este clasificată drept psihologie medico-legală, și nu psihologie juridică). O vreme, cercetătorii din domeniul psihologiei juridice s-au concentrat, în primul rând, pe aspecte legate de declarațiile martorilor oculari și deciziile luate de juriu. Astfel redactorul-șef al publicației „Drept și Comportamentul Uman" („Law and Human Behavior"), primul jurnal de psihologie juridică, le-a adresat cercetătorilor o cerere cu privire la extinderea domeniului lor de cercetare și la abordarea unor alte domenii.
Există multe alte reviste de psihologie juridică, ca de exemplu „Law and Human Behavior”, „Psychology, Public Policy and Law”, „Psychology, Crime, and Law”, dar și „Journal of Psychiatry, Psychology and Law”. Aceste publicații se axează pe subiecte generale din domeniul criminologiei și al sistemului de justiție penală. În plus, cercetările efectuate de psihologii juridici sunt publicate în mod regulat în reviste de interes general care acoperă atât domeniile de cercetare de bază, cât și pe cele aplicate
În martie 1893, J. McKeen Cattell a pus întrebări asemănătoare celor dintr-o Curte de Justiție celor cincizeci și șase de studenți  de la Universitatea din Columbia care îi frecventau cursurile. Ceea ce a descoperit a fost suficient pentru a ajunge la concluzia că relatările martorilor oculari cu privire la evenimentele petrecute erau nefiabile. Studenții săi se bazau pe faptul că răspunsurile lor erau în mare parte corecte, chiar dacă realitatea era cu totul alta, iar o parte erau ezitanți cu toate că răspunsurile erau în realitate corecte. Profesorul nu a putut explica clar de ce fiecare elev a depus mărturii inexacte. Cattell a sugerat că „un avocat lipsit de scrupule" poate discredita un martor onest apelând la  „întrebări alese cu viclenie". Cu toate acestea, jurații sau judecătorul știu cum erorile normale influențează împrejurările declarațiilor martorilor oculari. Pe de altă parte, chiar Cattell a fost șocat de nivelul de incorectitudine pe care l-au afișat studenții săi. Cercetările lui Cattel au fost piatra de temelie a psihologiei medico-legale în Statele Unite ale Americii. Chiar și în prezent, cercetările sale sunt de interes major în cercetarea psihologiei juridice. Începând cu anii '20 s-a crezut că psihologii erau folosiți drept martori experți în declarațiile instanțelor. Consultarea în cadrul tribunalelor civile era o metodă comună, în această perioadă instanțele penale consultându-se rar cu psihologi. Psihologii nu erau considerați experți medicali, și mai degrabă cei care erau medici sau psihiatri erau consultați în trecut pentru mărturiile cu caracter infracțional. Acest lucru se întâmpla deoarece, în cauze penale, starea mentală a pârâtului nu avea aproape deloc  importanță: „Ca regulă generală, doar oamenii din personalul medical, adică persoanele autorizate prin lege să practice profesia de medic, pot depune mărturie în calitate de experți cu privire la problema demenței. De asemenea, caracterul adecvat al acestei limitări generale este prea patentat pentru a permite alte discuții." .

## Formare profesională și educație
În mod normal, psihologii juridici dețin un doctorat în anumite domenii ale psihologiei (ca de exemplu în psihologie clinică, psihologie socială, psihologie cognitivă, etc.), și își aplică cunostințele în domeniul respectiv. Deși formarea juridică pe cale formală (cum ar fi o diplomă de doctorat în jurisprundență -JD - sau de Maestru în Studii Juridice) poate fi benefică, majoritatea psihologilor juridici obțin doar doctoratul. De fapt, unii susțin că „pregătirea juridică specializată slăbește empirismul de factură psihologică al cercetătorului”. De exemplu, pentru a înțelege modul în care memoria oculară „funcționează", un psiholog trebuie să se preocupe de procesele de memorie în ansamblu, și nu de aspectele corespunzătoare legii, cum ar fi identificarea sau acuratețea declarațiilor.
Un număr tot mai mare de universități oferă pregătire de specialitate în domeniul psihologiei juridice, fie printr-un program de doctorat independent, fie printr-unul de doctorat comun. O listă a universităților americane care oferă formare postuniversitară în domeniul psihologiei juridice poate fi găsită aici Arhivat în 1 ianuarie 2011, la Wayback Machine., pe site-ul Societății Americane de Psihologie-Drept (American Psychology-Law Society).

## Atribuțiile unui judecător juridic

### Cadre didactice universitare și de cercetare
Mulți psihologi juridici lucrează în calitate de profesori în departamentele de psihologie din cadrul universităților, în departamentele de justiție penală sau în școlile de drept. Ca și ceilalți profesori, psihologii conduc și publică, în general, cercetări empirice, predau diferite cursuri și îi îndrumă pe absolvenți și pe studenți. De asemenea, mulți psihologi juridici desfășoară cercetări într-o zonă mai generală de psihologie (de exemplu socială, clinică sau cognitivă) cu un singur obiectiv juridic tangențial. În plus, acei psihologi care lucrează în școlile de drept dețin pe lângă Doctoratul în Filosofie și unul în Jurisprudență.

### Martori experți
Psihologii special instruiți în probleme juridice, precum și cei care nu au pregătire de specialitate, sunt adesea chemați de partide politice pentru a depune mărturie în calitate de martori experți. În procesele penale, un martor expert poate fi chemat să depună declarații despre amintirile martorilor oculari, confuzie privind identitatea, competența de judecată, înclinația unui juriu care prevede pedeapsa cu moarte care să fie, de asemenea, adept al acordului de vinovăție, etc. Psihologii care se axează asupra problemelor clinice depun mărturie în mod special asupra aptitudinilor și nivelului de inteligență unui inculpat, etc. Multe alte mărturii cu privire la aspectele perceptuale, ca de exemplu acceptabilitatea sunetelor emise de sirenele de poliție, pot apărea în timpul unui proces
Experții, în special experții în psihologie, sunt adesea acuzați că sunt „mercenari" sau „că afirmă ceea ce este evident". Experții în amintirile martorilor oculari, cum ar fi Elizabeth Loftus, sunt adesea puși în umbră de judecători și avocați fără formare empirică deoarece în cercetările lor se folosesc de studenți și scenarii „nerealiste". Dacă ambele părți au martori psihologici, juraților le revine sarcina descurajantă de a evalua informații științifice dificile.

### Elaborarea politicilor și îndrumarea legislativă
Psihologii angajați în centrele de politică publică pot încerca să influențeze politica legislativă sau pot fi invitați de către parlamentarii de stat (sau naționali) să abordeze o anumită problemă politică prin cercetare empirică. Un psiholog care lucrează în politica publică poate sugera legi sau poate ajuta la evaluarea unei noi practici regale, ca de exemplu identificarea martorilor oculari primi .

### Roluri consultative
Psihologii juridici pot deține roluri consultative în sistemele judiciare. Aceștia pot consulta factorii de decizie legali, în special judecătorii, cu privire la constatările psihologice referitoare la problemele dintr-un caz. Psihologul care acționează în calitate de consilier al instanței aduce o contribuție similară aceluia care acționează ca martor expert, însă în afara unui sistem juridic de tip acuzatorial (adversarial system).

### Rapoarte juridice (amicus briefs)
Psihologii pot furniza instanței de judecată un raport (amicus brief). Asociația Americană de Psihologie (American Psychological Association) a oferit informații despre boala mintală, handicap și alți factori. De obicei, raportul conține o opinie susținută prin citate și statistici științifice. Impactul unui raport al unei asociații psihologice este discutabil. De exemplu, Justice Powell a făcut apel odată la statisticile „numerologice" și  la rezultatele neactualizate ale mai multor studii empirice. Judecătorii care nu au pregătire științifică de specialitate pot, de asemenea, să critice metodele experimentale, iar unii consideră că judecătorii citează doar un scurt raport atunci când acesta susține convingerile personale ale judecătorului.

### Consultare juridică
Unii psihologi juridici își desfășoară activitatea în domeniul de consultanță juridică. Nu este necesară formarea profesională de specialitate și nici certificarea pentru a fi consultant juridic, deși, în general, un grad avansat este apreciat de cei care se află în căutarea unui consultant juridic. Societatea Americană de Consultanță Juridică are un cod de etică pentru membri, dar nu există norme etice obligatorii din punct de vedere juridic pentru consultanți.
Unii psihologi care lucrează în mediul academic sunt angajați în calitate de consultanți juridici atunci când expertiza lor poate fi utilă unui anumit caz. Alți psihologi sau consultanți își desfășoară activitatea în cadrul firmelor sau pentru firmele de consultanță juridică. Practica firmelor de avocatură de a angaja consultanți interni, „in-house”, este din ce în ce mai populară. De obicei, acești consultanți pot fi folosiți de firme ca avocați practicanți.
Consultanții juridici prestează o varietate de servicii pentru avocați, cum ar fi selectarea juraților (de obicei bazându-se pe studii statistice interne sau publicate) sau desfășurarea unor „procese simulate" cu grupuri de discuții. Consultanții juridici se ocupă de  toate etapele unui caz,  de la intocmirea de mărturii, pregătirea martorilor pentru a depune mărturie, alegerea juraților, și până la aranjarea „juraților din umbra" pentru a urmări procesul și pentru a oferi informații despre proces. Există dezbateri privind  activitatea unui consultant juridic, și anume dacă aceasta este protejată sub confidențialitatea avocat-client, mai ales atunci când consultantul este angajat de o parte în cauză, și nu de un avocat.

## Legături externe
- American Psychology-Law Society Arhivat în 7 mai 2009, la Wayback Machine. (Societatea Americană de Psihologie-Drept)